# Limnebius wui
Limnebius wui är en skalbaggsart som beskrevs av Pu 1942. Limnebius wui ingår i släktet Limnebius och familjen vattenbrynsbaggar. Inga underarter finns listade i Catalogue of Life.